# VSB-30
VSB-30 е бразилска експериментална ракета, която замени ракетата Скайларк на Есрейндж. VSB-30 може да носи до 407 кг на височина 260 км. При излитане генерира 102 kN и има обща маса 2657 кг. Диаметърът ѝ е 0,58 метра, а дължината ѝ 12,8 метра.